# لوك هارفي
لوك هارفي هو سياسي كندي، ولد في 4 أبريل 1964 في شيكوتيمي في كندا. حزبياً، نشط في Conservative Party of Quebec ‏ وحزب المحافظين الكندي. وقد انتخب عضو مجلس العموم الكندي.